# Вест-Ванкувер
Вест-Ванкувер (англ. West Vancouver) — окружний муніципалітет в Канаді, у провінції Британська Колумбія, у складі регіонального округу Метро-Ванкувер.

## Населення
За даними перепису 2016 року, окружний муніципалітет нараховував 42473 особи, показавши скорочення на 0,5%, порівняно з 2011-м роком. Середня густина населення становила 486,8 осіб/км².
З офіційних мов обидвома одночасно володіли 4 695 жителів, тільки англійською — 35 685, тільки французькою — 20, а 1 650 — жодною з них. Усього 15445 осіб вважали рідною мовою не одну з офіційних, з них 100 — українську.
Працездатне населення становило 51,8% усього населення, рівень безробіття — 5,5% (5,4% серед чоловіків та 5,6% серед жінок). 67% осіб були найманими працівниками, а 31,1% — самозайнятими.
Середній дохід на особу становив $97 814 (медіана $40 550), при цьому для чоловіків — $140 679, а для жінок $61 504 (медіани — $50 483 та $34 723 відповідно).
22,8% мешканців мали закінчену шкільну освіту, не мали закінченої шкільної освіти — 9%, 68,3% мали післяшкільну освіту, з яких 68,3% мали диплом бакалавра, або вищий, 660 осіб мали вчений ступінь.
| Статево-вікова структура населення | Статево-вікова структура населення | Статево-вікова структура населення | Статево-вікова структура населення | Статево-вікова структура населення |
| ---------------------------------- | ---------------------------------- | ---------------------------------- | ---------------------------------- | ---------------------------------- |
|                                    |                                    |                                    |                                    |                                    |
| Всього                             | Всього                             | 46,4%53,6%                         |                                    |                                    |
| 0 — 14 років                       | 0 — 14 років                       |                                    | 13,8%                              | 13,8%                              |
| 15 — 64 років                      | 15 — 64 років                      |                                    | 58,4%                              | 58,4%                              |
| 65 і більше                        | 65 і більше                        |                                    | 27,8%                              | 27,8%                              |
| 85 і більше                        | 85 і більше                        |                                    | 5,3%                               | 5,3%                               |
| 100 і більше                       | 100 і більше                       |                                    | 0,1%                               | 0,1%                               |
| Середній вік (років)               | Середній вік (років)               | 46,048,6                           | 47,4                               | 47,4                               |
| Медіана (років)                    | Медіана (років)                    | 50,051,0                           | 50,5                               | 50,5                               |
| — чоловіки — жінки                 |                                    |                                    |                                    |                                    |

| Походження мешканців:     | Походження мешканців:     | Походження мешканців: | Походження мешканців: | Походження мешканців: |
| ------------------------- | ------------------------- | --------------------- | --------------------- | --------------------- |
| Походження                |                           |                       | осіб                  | %                     |
| Корінні американці        | Корінні американці        |                       | 465                   | 1.12%                 |
| Інше північноамериканське | Інше північноамериканське |                       | 5 840                 | 14.01%                |
| Європейське               | Європейське               |                       | 25 070                | 60.15%                |
| британське                | британське                |                       | 17 835                | 42.79%                |
| французьке                | французьке                |                       | 2 315                 | 5.55%                 |
| українське                | українське                |                       | 1 475                 | 3.54%                 |
| Латинськоамериканське     | Латинськоамериканське     |                       | 495                   | 1.19%                 |
| Карибське                 | Карибське                 |                       | 140                   | 0.34%                 |
| Африканське               | Африканське               |                       | 660                   | 1.58%                 |
| Азійське                  | Азійське                  |                       | 15 850                | 38.03%                |
| Океанійське               | Океанійське               |                       | 350                   | 0.84%                 |

| Зайнятість населення за галузями (за класифікацією NOC): | Зайнятість населення за галузями (за класифікацією NOC): | Зайнятість населення за галузями (за класифікацією NOC): | Зайнятість населення за галузями (за класифікацією NOC): | Зайнятість населення за галузями (за класифікацією NOC): |
| -------------------------------------------------------- | -------------------------------------------------------- | -------------------------------------------------------- | -------------------------------------------------------- | -------------------------------------------------------- |
|                                                          |                                                          |                                                          |                                                          |                                                          |
| Управління                                               | Управління                                               |                                                          | 21%                                                      | 21%                                                      |
| Бізнес, фінанси та адміністрування                       | Бізнес, фінанси та адміністрування                       |                                                          | 19,7%                                                    | 19,7%                                                    |
| Природничі та прикладні науки                            | Природничі та прикладні науки                            |                                                          | 7,8%                                                     | 7,8%                                                     |
| Охорона здоров'я                                         | Охорона здоров'я                                         |                                                          | 7,2%                                                     | 7,2%                                                     |
| Освіта, правозахист, муніципальні та урядові служби      | Освіта, правозахист, муніципальні та урядові служби      |                                                          | 13,5%                                                    | 13,5%                                                    |
| Мистецтво, культура, відпочинок та спорт                 | Мистецтво, культура, відпочинок та спорт                 |                                                          | 6,3%                                                     | 6,3%                                                     |
| Роздрібна торгівля та послуги                            | Роздрібна торгівля та послуги                            |                                                          | 18,7%                                                    | 18,7%                                                    |
| Гуртова торгівля, транспорт та обладнання                | Гуртова торгівля, транспорт та обладнання                |                                                          | 3,9%                                                     | 3,9%                                                     |
| Природні ресурси, сільське господарство                  | Природні ресурси, сільське господарство                  |                                                          | 1,2%                                                     | 1,2%                                                     |
| Виробництво                                              | Виробництво                                              |                                                          | 0,7%                                                     | 0,7%                                                     |

## Клімат
Середня річна температура становить 7,8°C, середня максимальна – 18,7°C, а середня мінімальна – -3,4°C. Середня річна кількість опадів – 2 026 мм.
| Клімат поселення                              | Клімат поселення | Клімат поселення | Клімат поселення | Клімат поселення | Клімат поселення | Клімат поселення | Клімат поселення | Клімат поселення | Клімат поселення | Клімат поселення | Клімат поселення | Клімат поселення | Клімат поселення |
| Показник                                      | Січ.             | Лют.             | Бер.             | Квіт.            | Трав.            | Черв.            | Лип.             | Серп.            | Вер.             | Жовт.            | Лист.            | Груд.            |                  |
| Середній максимум, °C                         | 5,36             | 6,68             | 8,10             | 10,70            | 13,89            | 16,70            | 17,77            | 18,68            | 15,84            | 11,50            | 6,54             | 3,71             |                  |
| Середня температура, °C                       | 0,99             | 2,31             | 3,73             | 6,31             | 9,54             | 12,34            | 15,08            | 15,97            | 13,13            | 8,79             | 3,84             | 0,99             |                  |
| Середній мінімум, °C                          | −3,37            | −2,05            | −0,64            | 1,96             | 5,17             | 7,97             | 12,36            | 13,28            | 10,42            | 6,09             | 1,13             | −1,68            |                  |
| Норма опадів, мм                              | 282              | 191              | 190              | 149              | 108              | 87               | 57               | 63               | 78               | 219              | 336              | 266              |                  |
| Середньомісячна швидкість вітру, м/с          | 3.15             | 3.15             | 3.05             | 2.97             | 2.80             | 2.81             | 2.68             | 2.50             | 2.38             | 2.61             | 3.15             | 3.19             |                  |
| Середньомісячна сонячна радіація, кДж/м²·день | 3105             | 5837             | 9769             | 14825            | 18509            | 19847            | 21122            | 18070            | 12892            | 6976             | 3442             | 2400             |                  |
| --------------------------------------------- | ---------------- | ---------------- | ---------------- | ---------------- | ---------------- | ---------------- | ---------------- | ---------------- | ---------------- | ---------------- | ---------------- | ---------------- | ---------------- |
| Джерело:                                      |                  |                  |                  |                  |                  |                  |                  |                  |                  |                  |                  |                  |                  |